# Zalesie (Lubin)
Pour les articles homonymes, voir Zalesie.
Zalesie est une localité polonaise de la gmina et du powiat de Lubin en voïvodie de Basse-Silésie.